# 保住昭一
保住昭一（ほずみ しょういち、1928年－2005年）は、日本の法学者・弁護士。商法学者。明治大学名誉教授。福島県二本松市出身。

## 略歴
1953年司法試験合格。1954年明治大学法学部卒業。司法修習生。1956年明治大学法学部助手。1958年明治大学法学部講師。1961年明治大学法学部助教授。1966年明治大学法学部教授。弁護士登録(第二東京弁護士会所属)。1971年西ドイツ・ハンブルク大学に留学。1976年明治大学法学部法律学科長。1984年明治大学法学部長。1999年明治大学定年退職。同名誉教授。この他、明治大学評議員（1976年、1980年－1984年、1988年－1992年）、藤沢市情報公開審査会（1986年－1998年）も務めた。2005年3月20日死去。正五位瑞宝中綬章を死後叙勲。

## 著書
- 『判例商法総則・商行為法』（評論社、1965年）
- 『フランスの代理店・特約店関係法』（国際商事仲裁協会、1979年）
- 崎田直次と共編『商行為法　青林双書』（青林書院新社 1980年）